# Union City (Indiana)
Union City é uma cidade localizada no estado americano de Indiana, no Condado de Randolph.

## Demografia
Segundo o censo americano de 2000, a sua população era de 3622 habitantes.
Em 2006, foi estimada uma população de 3441, um decréscimo de 181 (-5.0%).

## Geografia
De acordo com o United States Census Bureau tem uma área de
4,7 km², dos quais 4,7 km² cobertos por terra e 0,0 km² cobertos por água. Union City localiza-se a aproximadamente 318 m acima do nível do mar.

## Localidades na vizinhança
O diagrama seguinte representa as localidades num raio de 20 km ao redor de Union City.